# الکساندراو، بش ناوی داور مازاویکی
الکساندراو، بش ناوی داور مازاویکی (به لاتین: Aleksandrowo, Nowy Dwór Mazowiecki County) یک منطقهٔ مسکونی در لهستان است که در Gmina Nasielsk واقع شده‌است.